# Chronologie der Finanzkrise ab 2007
Die Übersicht stellt eine unvollständige Chronologie der Finanzkrise ab 2007 dar. Die Ereignisse werden zur verbesserten Übersichtlichkeit in Halbjahre unterteilt.

## Finanzkrise

### Erstes Halbjahr 2007
- März 2007: Eine erhebliche Zunahme ausfallender Immobilienkredite in den USA wird erstmals öffentlich wahrgenommen[1][2]
- 3. April 2007: New Century Financial Corp., größter Ausgeber von Subprime-Immobilienkrediten in den USA, meldet Insolvenz an[3]

### Zweites Halbjahr 2007
- 27. Juli 2007: Die Düsseldorfer IKB Deutsche Industriebank wird durch ihre Spekulation mit US-Immobilienkrediten zum ersten deutschen Opfer der Krise und wird von der staatlichen KfW übernommen[4]
- 9. August 2007: Zinsen für die Interbankfinanzkredite steigen sprunghaft an
- 11. August 2007: Die Europäische Zentralbank (EZB) stellt 150 Mrd. € zur Verfügung, um die Folgen der Hypothekenkrise in den USA abzumildern
- November 2007: Die US-Investmentbank Merrill Lynch schreibt 8,4 Mrd. US-Dollar ab
- 31. Dezember 2007: Die US-Investmentbank Bear Stearns erleidet im 4. Quartal 2007 ihren ersten Verlust in der Unternehmensgeschichte

### Erstes Halbjahr 2008
- 15. Januar 2008: Hypo Real Estate schreibt 390 Mio.€ auf amerikanische CDOs ab
- 21. Januar 2008: Schwarzer Montag, der deutsche Aktienindex verliert 7 %, das entspricht ca. 50 Mrd. € Börsenwert
- 22. Januar 2008: Die US-Notenbank Federal Reserve (Fed) senkt den Leitzins von 4,25 % auf 3,50 %
- 22. Januar 2008: Die Börsen in Tokio und Bombay stürzen um 6 % bzw. 8 % ein
- 24. Januar 2008: Die französische Großbank Société Générale gibt Spekulationsverlust von 4,9 Mrd. € zu
- 30. Januar 2008: Die Fed senkt den Leitzins von 3,50 % auf 3,00 %
- 4. Februar 2008: Die USA melden ein Rekorddefizit in Höhe von 400 Milliarden US-Dollar
- 14. März 2008: Bear Stearns räumt eine  „deutliche Verschlechterung der Liquiditätslage in den letzten 24 Stunden“ ein, die Aktie stürzt daraufhin um 47 % ab
- 16. März 2008: JPMorgan Chase gibt ein Übernahmeangebot für Bear Stearns ab, dieses lautet auf 2,00 US-Dollar (später 10,00 US-Dollar) pro Aktie, am Freitag davor wurde die Aktie noch mit 30,85 US-Dollar bewertet, die Fed übernimmt Verluste der Bank in Höhe von 29 Mrd. US-Dollar
- 18. März 2008: Die Fed senkt den Leitzins von 3,00 % auf 2,25 %
- 30. Mai 2008: JPMorgan Chase übernimmt Bear Stearns
- Juni 2008: Es kommt bei der US-Hypothekenbank IndyMac zu einem Bankenrun, in deren Verlauf binnen kurzer Zeit 1,55 Mrd. US-Dollar abgezogen werden
- 30. Juni 2008: Der Aktienkurs der US-Investmentbank Lehman Brothers geht im ersten Halbjahr um 73 % zurück, im 2. Quartal 2008 mussten insgesamt 2,8 Mrd. US-Dollar Verlust gemeldet werden

### Zweites Halbjahr 2008
- 1. Juli 2008: Die US-Hyphotekenbank Countrywide Financial wird an die US-Bank Bank of America verkauft, Countrywide ist aufgrund der Immobilienkrise im Vorfeld in massive Bedrängnis geraten
- 8. Juli 2008: Die Aktien der US-Hypothekenbank IndyMac erreichen einen Tiefstand mit 0,44 US-Dollar pro Aktie, beim Höchststand 2006 war die Aktie noch mit 50 US-Dollar bewertet
- 9. Juli 2008: Standard & Poor’s stuft die IndyMac auf „CCC“ herab
- 11. Juli 2008: IndyMac wird unter Zwangsverwaltung des amerikanischen Einlagensicherungsfonds Federal Deposit Insurance Corporation gestellt, um die Sparguthaben bis zu einer Höhe von 100.000 US-Dollar pro Kopf zu sichern
- 30. Juli 2008: Die US-Regierung verabschiedet ein Gesetz, mit dem es ihr erlaubt die Staatsverschuldung um 800 Mrd. US-Dollar zu erhöhen, um Fannie Mae und Freddie Mac zu stützen
- 31. Juli 2008: IndyMac beantragt die Eröffnung eines Insolvenzverfahrens, mit einem Verlust von 32 Milliarden US-Dollar eine der größten amerikanischen Bankenpleiten
- 31. Juli 2008: Merrill Lynch erklärt einen Verlust in Höhe von 4,9 Mrd. US-Dollar im letzten Quartal, seit 2007 hat die Bank insgesamt 19,7 Mrd. US-Dollar verloren
- 7. September 2008: Die US-Aufsichtsbehörde Federal Housing Finance Agency (FHFA) übernimmt die Kontrolle über die beiden schwer angeschlagenen US-Hyphotekenfinanzierer Fannie Mae und Freddie Mac
- 9. September 2008: Die Aktie von Lehman Brothers stürzt binnen eines Tages um 45 % ab
- 10. September 2008: Lehman Brothers meldet einen Verlust von 3,9 Milliarden US-Dollar
- 13. September 2008: Der Chef der Fed Timothy Geithner lädt wichtige Bankenchefs aus den USA zu einem Krisengipfel über Lehman Brothers ein
- 14. September 2008: Die britische Großbank Barclays Capitals gibt sein Interesse an der Übernahme von Lehman Brothers bekannt, dies wird aber zurückgezogen da die Bank of England ein zu hohes Risiko für den britischen Banksektor erwartet
- 14. September 2008: Bank of America gibt bekannt, die in Liquiditätsschwierigkeiten geratene Merrill Lynch für 38,25 Mrd. € übernehmen zu wollen
- 15. September 2008: Lehman Brothers meldet Konkurs nach Chapter 11 an, die Insolvenzmasse von Lehman Brothers summierte sich auf 613 Milliarden US-Dollar
- 16. September 2008: Der amerikanische Versicherungskonzern American International Group (AIG) erhält einen Überbrückungskredit in Höhe von 85 Mrd. US-D. und wird anschließend verstaatlicht
- 19. September 2008: Die US-Börsenaufsicht United States Securities and Exchange Commission verbietet vorübergehend Leerverkäufe von Finanzpapieren
- 31. Dezember 2008: Fannie Mae hat im Geschäftsjahr 2008 einen Verlust von 58,7 Milliarden US-Dollar erlitten
- 31. Dezember 2008: Fannie Mae und Freddie Mac wurden im Jahr 2008 Rettungskredite in Höhe von 187 Mrd. € zur Verfügung gestellt

### Erstes Halbjahr 2009
- 1. Januar 2009: Die Bank of America übernimmt die Merril Lynch